# Coccymys
Coccymys és un gènere de rosegadors de la subfamília dels murins, format per tres espècies que viuen a Nova Guinea.

## Distribució i hàbitat
Només viuen a Nova Guinea, on el seu hàbitat són els boscos i praderies entre el 1.900 i 3.600 msnm.

## Descripció
Aquests rosegadors tenen una longitud conjunta del cap i del cos d'entre 10 i 12 centímetres, amb una cua lleugerament més llarga que la resta del cos, que fa entre 14 i 17 centímetres de llarg i un pes que varia entre 26 i 35 grams. El seu pelatge és dens i de color marró a la part superior i gris clar al ventre. El cap és rodó i la cua peluda.

## Ecologia
Són animals nocturns i arborícoles, que passen bona part de la nit a terra cercant aliment. S'alimenten de llavors, fruits i petits artròpodes.

## Taxonomia
Fou descrit per primer cop el 1990 per James Menzies. L'anàlisi de les distàncies immunològiques dels murins de Nova Guinea, per fet Watts i Baverstock, va indicar que el gènere Coccymys no mostrava afinitats clares amb cap altre gènere, encara que sembla un membre distintiu de la divisió Pogonomys.
S'han descrit les següents tres espècies:
- Coccymys kirrhos
- Coccymys ruemmleri
- Coccymys shawmayeri

## Estat de conservació
Segons la UICN, cap de les espècies d'aquest gènere està en perill. C. ruemmleri i C. shawmayeri estan catalogades com en risc mínim. C. kirrhos no es troba dins la llista de la UICN a causa de la seva relativament recent descripció.